# Качикаси
Качика́си (рос. Качикасы, чув. Качикасси) — присілок у Чувашії Російської Федерації, у складі Старотіньгеського сільського поселення Ядринського району.
Населення — 82 особи (2010; 93 в 2002, 182 в 1979, 311 в 1939, 277 в 1926, 209 в 1897, 134 в 1858). Національний склад — чуваші та росіяни.

## Історія
Історична назва — Качакас, Качкаси. Засновано 18 століття як виселок села Шуматово (Совєтське). До 1866 року селяни мали статус державних, займались землеробством, тваринництвом. У кінці 19 століття діяли вітряк, 1924 року створено товариство «Вулкан». 1929 року утворено колгосп «Машина». До 1927 року присілок входив до складу Шуматовської волості Ядринського повіту, з переходом на райони 1927 року — спочатку у складі Ядринського, у період 1939–1956 років — у складі Совєтського, після чого повернуто назад до складу Ядринського району.